# Ronde van Italië 2013/Tiende etappe
De 10e etappe van de Ronde van Italië 2013 werd op 14 mei gereden. Het betrof een bergrit over 167 kilometer van Cordenons naar Altopiano del Montasio. De Colombiaan Rigoberto Urán wist na een ontsnapping op de slotklim de etappe te winnen. De Italiaan Vincenzo Nibali behield de leiding in het algemeen klassement.

## Verloop
De tiende etappe begon met de ontsnapping van een kopgroep van veertien met onder andere de Nederlanders Pim Ligthart, Maarten Tjallingii en Thomas Dekker. Ook de Belg Serge Pauwels maakte onderdeel uit van de kopgroep, die vlak voor de laatste beklimming teruggepakt werd door het peloton. Op de laatste beklimming was het de Sky ploeg die de aanval inzette. Onder leiding van de Spanjaard Xabier Zandio en de Wit-Rus Kanstantsin Siwtsjow werd er veel tempo gemaakt. Dit werd gevolgd door een aanval van de Colombiaan Rigoberto Urán die vervolgens voor het peloton uitbleef en de overwinning pakte. Achter Urán was het de Italiaan Domenico Pozzovivo die met zijn aanval de Nederlander Robert Gesink, de Brit Bradley Wiggins en de Italiaan Michele Scarponi opblies. Alle drie verloren veel tijd terwijl de Italiaan rozetruidrager Vincenzo Nibali en de Australische nummer twee Cadel Evans wel meekonden met de top. Van de overgebleven vijf was het de Colombiaan Carlos Alberto Betancur die nog als enige de achtervolging inzette op Urán, maar net als in de negende etappe kwam hij ook nu tekort. In de sprint daarachter pakte Nibali de derde plaats en nog acht bonificatieseconden.
In het algemeen klassement verstevigt de Italiaan Vincenzo Nibali zijn leidende positie door acht seconden uit te lopen op de nummer twee. Op de tweede plaats staat de Australiër Cadel Evans met een achterstand van 41 seconden. De Nederlander Robert Gesink zakt terug naar de vijfde plaats. Zijn derde plek wordt overgenomen door de dagwinnaar, de Colombiaan Rigoberto Urán. De Colombiaan heeft een achterstand van twee minuten en vier seconden. Gesink zelf heeft nu een achterstand van twee minuten en twaalf seconden. De beste Belg is Francis De Greef. Hij staat met een achterstand van elf minuten en 43 seconden op de 23e plaats.
De Australiër Cadel Evans sprokkelde nog wat extra puntjes voor het puntenklassement bij elkaar en gaat hier nog steeds aan de leiding. De Italiaan Stefano Pirazzi wist ondanks de twee grote bergen toch de leiding in het bergklassement te behouden omdat zijn directe concurrenten geen punten pakten. In het jongerenklassement zakt de Nederlander Wilco Kelderman terug. Zijn positie wordt overgenomen door de Pool Rafał Majka. De Nederlandse ploeg Blanco Pro Cycling verliest de leiding in het ploegenklassement aan de Britse Sky-formatie.

## Uitslag
| Cordenons - Altopiano del Montasio (167 km) |                         |                           |          |
| Plaats                                      | Naam                    | Ploeg                     | Tijd     |
| Winnaar                                     | Rigoberto Urán          | Sky ProCycling            | 4u37'42" |
| 2                                           | Carlos Alberto Betancur | AG2R-La Mondiale          | + 20"    |
| 3                                           | Vincenzo Nibali         | Astana Pro Team           | + 31"    |
| 4                                           | Mauro Santambrogio      | Vini Fantini-Selle Italia | z.t.     |
| 5                                           | Cadel Evans             | BMC Racing Team           | z.t.     |
| 6                                           | Rafał Majka             | Team Saxo-Tinkoff         | z.t.     |
| 7                                           | Domenico Pozzovivo      | AG2R-La Mondiale          | z.t.     |
| 8                                           | Robert Kišerlovski      | RadioShack-Leopard        | + 47"    |
| 9                                           | Beñat Intxausti         | Team Movistar             | + 1'06"  |
| 10                                          | Bradley Wiggins         | Sky ProCycling            | + 1'08"  |
|                                             |                         |                           |          |
| 14                                          | Robert Gesink           | Blanco Pro Cycling        | + 1'16"  |
| 27                                          | Francis De Greef        | Lotto-Belisol             | + 4'22"  |

## Klassementen
| Algemeen klassement |                    |                           |           |
| Plaats              | Naam               | Ploeg                     | Tijd      |
| Roze trui           | Vincenzo Nibali    | Astana Pro Team           | 38u57'32" |
| 2                   | Cadel Evans        | BMC Racing Team           | + 41"     |
| 3                   | Rigoberto Urán     | Sky ProCycling            | + 2'04"   |
| 4                   | Bradley Wiggins    | Sky ProCycling            | + 2'05"   |
| 5                   | Robert Gesink      | Blanco Pro Cycling        | + 2'12"   |
| 6                   | Michele Scarponi   | Lampre-Merida             | + 2'13"   |
| 7                   | Mauro Santambrogio | Vini Fantini-Selle Italia | + 2'55"   |
| 8                   | Przemysław Niemiec | Lampre-Merida             | + 3'35"   |
| 9                   | Domenico Pozzovivo | AG2R-La Mondiale          | + 4'17"   |
| 10                  | Rafał Majka        | Team Saxo-Tinkoff         | + 4'21"   |
|                     |                    |                           |           |
| 23                  | Francis De Greef   | Lotto-Belisol             | + 11'43"  |

| Puntenklassement |                |                             |        |
| Plaats           | Naam           | Ploeg                       | Punten |
| Rode trui        | Cadel Evans    | BMC Racing Team             | 73     |
| 2                | Elia Viviani   | Cannondale Pro Cycling Team | 60     |
| 3                | Mark Cavendish | Omega Pharma-Quickstep      | 58     |
|                  |                |                             |        |
| 24               | Pim Ligthart   | Vacansoleil-DCM             | 22     |
| 50               | Bert De Backer | Argos-Shimano               | 11     |

| Bergklassment |                   |                           |        |
| Plaats        | Naam              | Ploeg                     | Punten |
| Blauwe trui   | Stefano Pirazzi   | Bardiani Valvole-CSF Inox | 38     |
| 2             | Robinson Chalapud | Colombia                  | 23     |
| 3             | Jackson Rodriguez | Androni Giocattoli        | 17     |
|               |                   |                           |        |
| 10            | Willem Wauters    | Vacansoleil-DCM           | 9      |
| 24            | Pim Ligthart      | Vacansoleil-DCM           | 3      |

| Jongerenklassement |                         |                    |           |
| Plaats             | Naam                    | Ploeg              | Tijd      |
| Witte trui         | Rafał Majka             | Team Saxo-Tinkoff  | 39u01'53" |
| 2                  | Carlos Alberto Betancur | AG2R-La Mondiale   | + 1'05"   |
| 3                  | Wilco Kelderman         | Blanco Pro Cycling | + 4'34"   |
|                    |                         |                    |           |
| 8                  | Jens Keukeleire         | Orica-GreenEdge    | + 45'16"  |

| Ploegenklassement |                    |            |
| Plaats            | Ploeg              | Tijd       |
|                   | Sky ProCycling     | 116u17'04" |
| 2                 | Blanco Pro Cycling | + 5'29"    |
| 3                 | Astana Pro Team    | + 9'53"    |

## Uitvallers
- De Duitser John Degenkolb (Argos-Shimano) gaat niet van start, omdat hij zich niet goed genoeg voelt om de bergen te overleven.[1]
- De Colombiaan Carlos Quintero (Colombia) heeft de etappe niet uitgereden.
- De Italiaan Fabio Taborre (Vini Fantini-Selle Italia) heeft de etappe niet uitgereden.

1e etappe ·
2e etappe ·
3e etappe ·
4e etappe ·
5e etappe ·
6e etappe ·
7e etappe ·
8e etappe ·
9e etappe ·
10e etappe ·
11e etappe ·
12e etappe ·
13e etappe ·
14e etappe ·
15e etappe ·
16e etappe ·
17e etappe ·
18e etappe ·
19e etappe ·
20e etappe ·
21e etappe
Startlijst · Eindstanden · Afbeeldingen